# John G. Schumaker
John Godfrey Schumaker (ur. 27 czerwca 1826 w Claverack, zm. 23 listopada 1905 w Brooklynie) – amerykański polityk, członek Partii Demokratycznej.

## Działalność polityczna
W okresie od 4 marca 1869 do 3 marca 1871 przez jedną kadencję i od 4 marca 1873 do 3 marca 1877 przez dwie kadencje był przedstawicielem 2. okręgu wyborczego w stanie Nowy Jork w Izbie Reprezentantów Stanów Zjednoczonych.